# 3875-ös busz
A 3875-ös jelzésű autóbuszvonal Sárospatak és környéke egyik regionális autóbusz-járata, melyet a Volánbusz Zrt. lát el a város vasútállomása és Bodroghalom között, Vajdácska érintésével.

## Közlekedése
A járat a Borsod-Abaúj-Zemplén vármegyei sárospataki járás székhelyének, Sárospataknak a forgalmas vasútállomását (az érkező és induló vonatokhoz csatlakozást kap és ad) köti össze a Bodrogközben található Bodroghalommal, egyes indításai Vajdácskán végállomásoznak. Mindkét településre eljuthatunk távolabbi célpontra induló helyközi busszal is, így e járatnak egyfajta betétjárati jellege van. Napi fordulószáma átlagosnak mondható.

## Megállóhelyei
| 0  | Sárospatak, vasútállomás végállomás | 14 | 1449, 3729, 3869, 3870, 3871, 3872, 3873, 3878, 3879, 3880, 3881, 3882, 3883, 3884, 3885, 3886, 3888, 3923, 3930 személyvonat, sebesvonat, IC |
| 1  | Sárospatak, Bodrog Áruház           | 13 | 1449, 3729, 3869, 3872, 3873, 3878, 3879, 3880, 3881, 3882, 3883, 3884, 3885, 3886, 3888, 3923                                                |
| 2  | Sárospatak, téglagyár               | 12 | 3872, 3873, 3878, 3879, 3880, 3888, 3923 |
| 3  | Halászhomoki elágazás               | 11 | 3872, 3873, 3878, 3879, 3880, 3888, 3923 |
| 4  | Halászhomok, autóbusz-váróterem     | 10 | 3872, 3873, 3880 |
| 5  | Vajdácska, autóbusz-váróterem       | 9  | 3872, 3873 |
| 6  | Vajdácska, községháza               | 8  | 3872, 3873 |
| 7  | Vajdácska, autóbusz-forduló         | 7  | |
| 8  | Vajdácska, Petőfi Sándor utca 2.    | 6  | 3872, 3873 |
| 9  | Bodroghalmi elágazás                | 5  | 3872, 3873, 3920, 3923, 3924, 3925 |
| 10 | Bodroghalom, felső                  | 4  | 3872, 3873, 3920, 3923, 3925 |
| 11 | Bodroghalom, temető                 | 3  | 3872, 3873, 3920, 3923, 3925 |
| 12 | Bodroghalom, községháza             | 2  | 3872, 3873, 3920, 3923, 3925 |
| 13 | Bodroghalom, Szabadság utca 45.     | 1  | 3872, 3873, 3920, 3923, 3925 |
| 14 | Bodroghalom, alsó végállomás        | 0  | 3872, 3873, 3920, 3923, 3925 |